# مركز مونستر للأدب
مركز مونستر للأدب (بالإنجليزية: Munster Literature Centre)‏ هو منظمة فنون غير ربحية مقرها في مدينة كورك في أيرلندا. تأسس في عام 1993 لدعم تعزيز وتطوير الأدب في منطقة مونستر. ومن بين أنشطته، ينظم مونستر للأدب حلقات عمل ومهرجانات للكتابة، بما في ذلك مهرجان كورك الدولي للقصة القصيرة ومهرجان كورك ربيع الشعر. ولديها أيضا دار نشر، إصدارات ساوثوورد، تنشر ضمن عناوين أخرى، المجلة الأدبية إصدارات ساوثوورد.
ويعمل الشاعر الأيرلندي باتريك كوتر حاليًا، الذي يتخذ من منزل فرانك أوكونور مقرًا له، مديراً فنياً للمركز.

## التاريخ
تأسس مركز مونستر للأدب في عام 1993، على رصيف سوليفان في مدينة كورك. وفي عام 2003، نُقل المركز إلى مكانه الحالي في المنزل الذي ولد فيه الكاتب الآيرلندي فرانك أوكونور.

## إصدارات ساوثوورد
وتنشر دار نشر «إصدارات ساوثوورد» التابعة للمركز مجموعات شعرية وكتباً عن الكتب المدرسية، فضلًا عن المجلة الأدبية «ساوثوورد» التي صدرت لأول مرة في عام 2001. بين عامي 2006 و 2010، نشرت دار نشر ساوث وورد مقتطفات سنوية من أفضل الشعر الأيرلندي.

## المهرجانات
يتم تنظيم مهرجانين أدبيين رئيسيين من قبل مركز مونستر للأدب، مهرجان كورك الدولي للقصة القصيرة ومهرجان كورك الربيع للشعر. تأسس مهرجان كورك الدولي للقصة القصيرة في عام 2000 باسم مهرجان فرانك أوكونور للقصة القصيرة. تعود أصول مهرجان الربيع للشعر في كورك إلى مهرجان أيجه، الذي أقيم لأول مرة تزامناً مع مؤسسة المركز في عام 1993.

## الجوائز الأدبية
يمنح مركز مونستر للأدب عددًا من الجوائز الأدبية في مجالي الشعر والرواية القصيرة، من أبرزها جائزة Seán Ó Faoláin للقصة القصيرة وجائزة جريجوري أودونوغ الدولية للشعر، والتي تُمنح منذ 2002 و 2010 على التوالي.

## روابط خارجية
- Munster Literature Centre